# Venjans landskommun
Venjans landskommun var en kommun i dåvarande Kopparbergs län (nu Dalarnas län).

## Administrativ historik
Kommunen bildades 1863 i Venjans socken i Dalarna.
Landskommunen uppgick 1971 i den då nybildade Mora kommun.

### Kyrklig tillhörighet
I kyrkligt hänseende tillhörde kommunen Venjans församling.

## Kommunvapnet
Blasonering: I blått fält en skidlöpare av guld.
Vapnet fastställdes den 28 februari 1947.

## Geografi
Venjans landskommun omfattade den 1 januari 1952 en areal av 694,30 km², varav 656,70 km² land.

### Tätorter i kommunen 1960
I Venjans kommun fanns tätorten Venjan, som hade 344 invånare den 1 november 1960. Tätortsgraden i kommunen var då 25,3 procent.

## Politik

### Mandatfördelning i valen 1938-1966
| 11 | 1 | 1 | 7 |

| 20 |

| 5 | 15 |

| 20 |

| 1 | 5 | 14 |

| 19 |

| 20 |

| 20 |

| 20 |

| 20 |

| 2 | 18 |

| 18 |

| 8 | 1 | 9 | 2 |

| 18 |

| 7 | 8 | 4 | 1 |

| 20 |